# Dalno
Dalno (niem. Lindenfelde) – wieś sołecka w Polsce położona w województwie zachodniopomorskim, w powiecie łobeskim, w gminie Łobez. Wieś jest siedzibą sołectwa Dalno, do którego należą także Trzeszczyna i Przyborze. Według danych z 29 września 2014 r. wieś miała mieszkańców 450 mieszkających w 29 domach.
W latach 1975–1998 miejscowość administracyjnie należała do województwa szczecińskiego. W latach 1818–1945 miejscowość administracyjnie należała do Landkreis Regenwalde (Powiat Resko) z siedzibą do roku 1860 w Resku, a następnie w Łobzie.
Jest to typowa wieś pofolwarczna, która powstała w 1847 roku jako rezultat komasacji gruntów rolnych będących własnością łobeskiego kupca Borhardta. Folwark był z początku zarządzany przez gospodarza imieniem Piper, który też stał się pierwszym nabywcą Dalna. W zachodniej części wsi znajduje się zespół pałacowo-parkowy. W jego skład wchodzi jednokondygnacyjny eklektyczny pałac z poł. XIX wieku, z użytkowym poddaszem, przykryty dachem naczółkowym oraz park krajobrazowy powstały w drugiej poł. XIX wieku, rozciągający się między wąwozami.

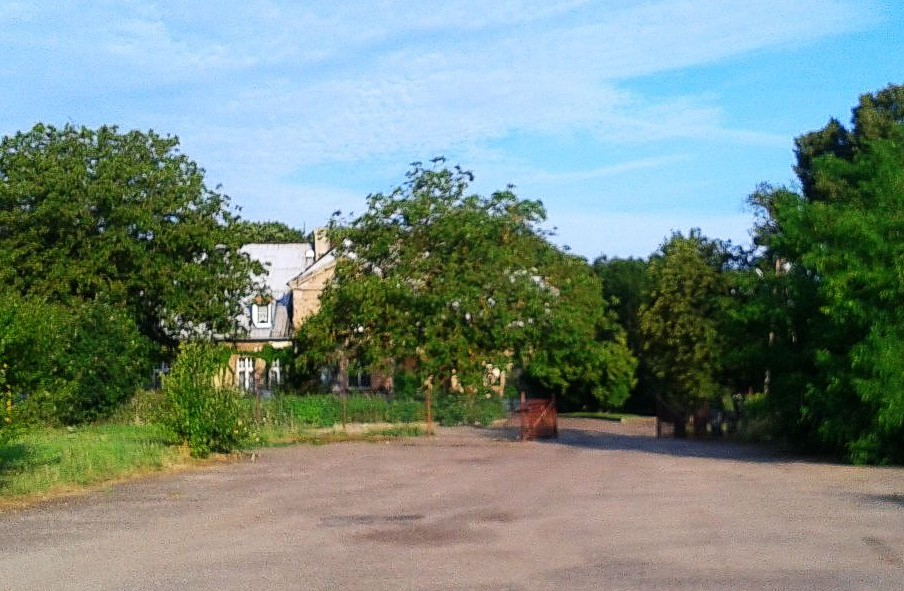
Dalno – park i dwór

We wsi znajduje się świetlica wiejska prowadzona przez Łobeski Dom Kultury, oraz kaplica kościelna należąca do Parafii pw. Najświętszego Serca Pana Jezusa w Łobzie.